# Домбровский, Виктор Алексеевич
Виктор Алексеевич Домбро́вский (30 сентября 1913, Ростов — 1 февраля 1972, Ленинград) — русский советский астроном и астрофизик.

## Биография
В 1936 окончил Ленинградский университет и приступил к работе в астрономической обсерватории ЛГУ. Основные научные работы связаны с астрополяриметрией. В 1936—1942 занимался спектрофотометрией туманностей и фотометрией переменных звезд. В конце 40-х годов одним из первых в СССР занялся исследованием поляризации излучения звёзд и туманностей.
В 1949 году Виктор Алексеевич был одним из трёх астрофизиков (У. А. Хилтнер и Дж. Холл), одновременно и независимо открывших межзвёздную поляризацию. Однако первоначально он считал, что это собственная поляризация звёзд, использованных в исследовании.
В 1953 В. А. Домбровский по фотоэлектрическим наблюдениям впервые надёжно устанавливает, что оптическое излучение Крабовидной туманности сильно поляризовано. Тем самым синхротронное излучение релятивистских электронов как механизм излучения Крабовидной туманности (и ряда других астрофизических объектов) из разряда красивых гипотез перешло в число твёрдо установленных фактов.
В. А. Домбровский вёл свои наблюдения в Бюраканской обсерватории, пользуясь первым отечественным фотоэлектрическим поляриметром, изготовленным в АО ЛГУ. Сегодня такой поляриметр может показаться смешным: «зайчик» от зеркала гальванометра отбрасывался на ленту из фотобумаги, которая после достаточной экспозиции проявлялась.
С 1962 года — директор астрономической обсерватории ЛГУ.
В 1974 году профессор В. А. Домбровский (посмертно) и его ученики В. А. Гаген-Торн и О. С. Шулов за цикл работ по поляриметрическому исследованию звезд, туманностей и галактик получают премию им. Ф. А. Бредихина АН СССР — высшую астрономическую награду Академии Наук СССР.